# Hyundai Atos
De Hyundai Atos is een stadsauto, geproduceerd door Hyundai. De oorspronkelijke Atos werd geïntroduceerd in 1997. De auto werd in 1999 en 2003 hertekend. Eind 2006 werd de Atos vervangen door de Hyundai i10.
Huidige modellen Nederland en België:
Bayon ·
i10 ·
i20 ·
i30 ·
Inster ·
Ioniq ·
Ioniq 5 ·
Ioniq 6 ·
Kona ·
Kona Electric ·
Nexo ·
Santa Fe ·
Tucson
Overige modellen internationaal:
Accent ·
Grandeur ·
Genesis ·
Eon ·
Equus ·
Porter ·
Sonata ·
Veloster
Uit productie:
Atos ·
Coupe ·
Dynasty ·
Elantra ·
Excel ·
Getz ·
Genesis Coupe ·
i40 ·
ix20 ·
ix55 ·
Lantra ·
Matrix ·
Pony ·
Santamo ·
Scoupe ·
Stellar ·
Terracan ·
Trajet ·
Tucson ·
XG